# Pavetta longistyla
Pavetta longistyla là một loài thực vật có hoa trong họ Thiến thảo. Loài này được S.D.Manning mô tả khoa học đầu tiên năm 1996.